# Ove Juul (officer)
 Der er flere personer med dette navn, se Ove Juul.
Ove Juul (født 1. maj 1700 på Villestrup, død 4. april 1766 på Ravnholt) var en dansk officer og godsejer.
Han var søn af etatsråd Frederik Juul til Villestrup og Anne f. Due og sønnesøn af vicekansler Ove Juul. Han trådte henimod slutningen af Den Store Nordiske Krig ind i det jyske nationale Kyrasserregiment, hvor han 1717 blev kornet, 1718 løjtnant og 1719 ritmester. 1723 kom han til 1. fynske Rytterregiment, efter 1732 at være forfremmet til major 1734 til Hestgarden og 1736 som oberstløjtnant til 2. jyske Rytterregiment, blev samme år kammerherre og 1738 oberst og chef for holstenske (fra 1748 slesvigske) Rytterregiment. 1746 blev han hvid ridder, 1752 generalmajor og 1758 generalløjtnant. 1761 udtrådte han af krigstjenesten og døde 4. april 1766 på Ravnholt. Han var direktør for Den Thaarupgaardske Stiftelse.
22. juli 1736 havde Ove Juul ægtet Sophie Hedevig komtesse Friis (1717-1777), datter af Christian greve Friis. Hun fik 1756 af sin moster gehejmerådinde Charlotte Amalie Sehestedt, f. Gersdorff, testamenteret stamhuset Raunholt med Hellerup og Nislevgård, og i taknemmelig erindring heraf fører den fra Ove Juul stammende yngre linje af Lilje-Juulerne endnu navnet Sehestedt Juul.